# セラミックファンヒーター

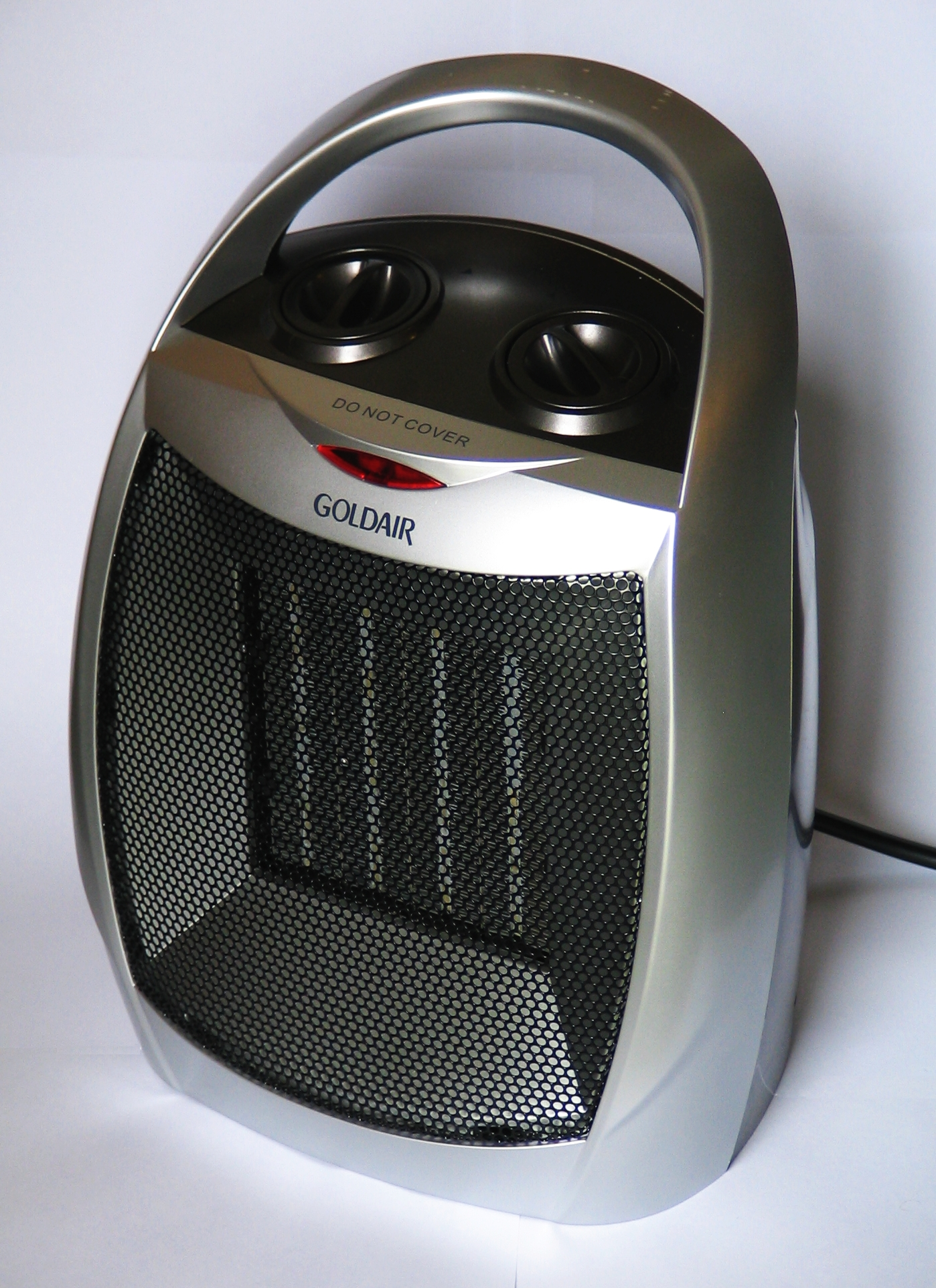
セラミックファンヒーター

セラミックファンヒーターとは非燃焼系暖房器具の1つで、内蔵された発熱体に電圧をかけることで特殊加工されたセラミックスが発熱するセラミックヒーターを熱源とし、そこにファンで風を送り込むことで熱風を出す電気製品である。電気ファンヒーターとも呼ぶ。かつては、輻射式セラミックヒーターも販売されていたが、今日では、暖房器具のセラミックヒーターと言えば、通常はセラミックファンヒーターのことを指す。国内メーカーの上位機種には、加湿機能、人感センサー、消臭機能、ナノイー、プラズマクラスターなどが搭載されている。

## 基本的な構造
セラミックヒーターは、発熱体と、それを内蔵する、アルミナなどから作られたセラミックスからなる。セラミックファンヒーターでは、セラミックヒーターをアルミ製放熱フィン内に圧入してあり、ヒーターで発生した熱を効率よく放熱する。発生した熱は送風ファンにより機外（室内）へと送り出す。

## 利点
- 燃焼排気ガスは出さないので空気は汚れにくく、換気の頻度を下げることができる。
- 小型化・薄型化しやすい。移動や収納が容易。
- 石油やガスといった燃料を必要としないため、設置場所の自由度が高い。
- 暖房器具から温風がでるまでの時間が短いため、トイレや浴室の脱衣所などのスポット暖房に向いている。
- 機器本体価格が安価。
- セラミックヒーターは、ニクロムヒーターに比べ高い温度係数を有しているため、昇温速度が速く、また温度制御もしやすい性質がある[2]。

## 欠点
- 石油ファンヒーターやガスファンヒーターに比べて暖房能力が低い。
- 連続使用時の光熱費が高い。
- 空気の乾燥や風によるほこり・ハウスダストの飛散が懸念される。

## 主なトラブル
発煙・出火
ヒーターの電源端子、被覆かしめ部で製造時についた芯線の傷等が長期間（およそ20年）使用により断線が進行し、異常発熱し、発火したものと推定された事例がある。
発煙・出火・異臭
運転切替スイッチ接続端子部でリード線のはんだ不良により、接触抵抗が増大し、異常発熱したことで基材が過熱されて焦げたものと考えられた事例がある。

## 主なメーカー（製品）
- ダイニチ工業
- アイリスオーヤマ
- アピックスインターナショナル
- イデアインターナショナル
- コーナン商事
- スリーアップ
- シャープ
- デロンギ
- トヨトミ
- パナソニック
- 山善
- 電響社（「ZEPEAL ゼピール」ブランド）

## 主なメーカー （部品）
- 京セラ